# Megachile lefebvrei
Megachile lefebvrei är en biart som först beskrevs av Amédée Louis Michel Lepeletier 1841.  Megachile lefebvrei ingår i släktet tapetserarbin, och familjen buksamlarbin. Inga underarter finns listade i Catalogue of Life.